# Nógrádsipek
Nógrádsipek je vas na Madžarskem, ki upravno spada pod podregijo Szécsényi Županije Nógrád.